# Саат, Иоосеп Максимович
Ио́осеп (Йосеп) Максимович Са́ат (эст. Joosep Saat; 17 (30) июля 1900, остров Муху (ныне уезд Сааремаа (Эстония) — 16 января 1977, Таллин) — эстонский советский историк, действительный член Академии наук Эстонской ССР (с 1951). Революционер. Политический деятель. Член ЦК Коммунистической партии Эстонии (1941—1962). Журналист, редактор. Заслуженный деятель науки Эстонской ССР (1969). Дважды лауреат Государственной премии Эстонской ССР (1970, 1977).

## Биография
В 1921 году вступил в Коммунистическую партию Эстонии.
В годы буржуазной власти в Эстонии — учительствовал в сельских школах, работал почтово-телеграфным служащим, литературным сотрудником ряда рабочих газет. Вёл подпольную партийную работу. Подвергался репрессиям, арестовывался властями буржуазной Эстонии, на процессе ста сорока девяти в числе 39 человек был приговорён к пожизненной каторге. С 1924 по 1938 год находился в тюрьмах. Выпущен по амнистии. Находясь в заключении создал ряд карикатур (1927—1933).
Активный участник установления Советской власти в Эстонии в 1940 году.
В 1941 году эвакуирован в тыл, работал в сельском хозяйстве. В 1942—1943 годах был заместителем начальника отдела пропаганды ЦК и главным редактором газеты «Rahva Hääl» (Голос народа), органа Компартии Эстонии, а также сатирического приложения к газете журнала «Pikker». В 1943—1944 годах жил и работал в Москве и Ленинграде.
Главный редактор Таллинского издательства политической литературы (1944—1947). В 1947 окончил Высшую партийную школу в Москве.
В 1949—1956 годах — директор Института истории партии при ЦК КПЭ, в 1956—1968 — академик-секретарь Отделения общественных наук Академии наук Эстонской ССР. С 1968 по 1977 — старший научный сотрудник Института истории АН Эстонской ССР. Жил в Таллине, бульвар Ленина, 11.
Автор около 500 научных публикаций, статей и книг. Соавтор трёхтомной «Истории Эстонской ССР».
Основные труды по истории Октябрьской революции 1917 и рабочего движения в Эстонии.

## Избранные публикации
- Эстония под каблуком немецких оккупантов. Москва, 1942
- Йоханнес Лауристин. Краткая биография. Таллин, 1946
- Десять лет Советской Эстонии. 1950
- Большевики Эстонии в период Октябрьской революции, Таллин, 1956
- Эстония в период подготовки вооруженного восстания и победы социалистической революции. // Борьба за Советскую власть в Прибалтике. М, 1967
- Советская власть в Эстонии. Октябрь 1917 — март 1918 г. Таллин, 1975

## Награды
- орден Ленина (1950),
- орден Октябрьской Революции,
- Орден Красного Знамени
- 2 других ордена,
- медали СССР,
- заслуженный деятель науки Эстонской ССР (1969),
- Государственная премия Эстонской ССР (1970, 1977).

Дочь Мари Саат, эстонская писательница, лауреат национальной литературной премии имени Фридеберта Тугласа (1974, 1986), сын Максим Саат, экономист, профессор.